# Liste der Baudenkmäler in Fürth-Mannhof
In der Liste der Baudenkmäler in Mannhof sind die Baudenkmäler im Fürther Ortsteil Mannhof aufgelistet. Zu diesen Baudenkmälern gibt es auch eine Bildersammlung.
Diese Liste ist eine Teilliste der Liste der Baudenkmäler in Fürth. Grundlage der Liste ist die Bayerische Denkmalliste, die auf Basis des bayerischen Denkmalschutzgesetzes vom 1. Oktober 1973 erstmals erstellt wurde und seither durch das Bayerische Landesamt für Denkmalpflege geführt und aktualisiert wird. Die folgenden Angaben ersetzen nicht die rechtsverbindliche Auskunft der Denkmalschutzbehörde.

## Baudenkmäler nach Straßen
| Lage                                 | Objekt   | Beschreibung | Akten-Nr.                | Bild           |
| ------------------------------------ | -------- | --- | ------------------------ | -------------- |
| Stadelner Hauptstraße 181 (Standort) | Gasthaus | Zweigeschossiger giebelständiger Fachwerkbau mit Satteldach, frühes 18. Jahrhundert; Scheune, erdgeschossiger giebelständiger Satteldachbau mit verputztem Erdgeschoss und Fachwerkgiebel, 18. Jahrhundert. | D-5-63-000-1525 Wikidata | weitere Bilder |